# اساسینز کرید (موسیقی متن)
موسیقی متن بازی کیش حشاشی که توسط جاسپر کید تهیه شده‌است یک آلبوم موسیقی است و در سال ۲۰۰۷ انتشار یافته‌است که شامل شش آهنگ است و افراد می‌توانند با مراجعه به وب‌گاه رسمی بخشی از آهنگ‌ها را گوش دهند به بعضی از آهنگ‌ها هم می‌توان از طریق وبگاه رسمی جاسپر کید گوش کرد.

## آهنگ‌ها
۱. «شهر اورشلیم»(City Of Jerusalem)

۲. «پرواز از میان اورشلیم»(Flight Through Jerusalem)

۳. «روح دمشق»(Spirit Of Damascus)

۴. «مشکل در اورشلیم»(Trouble In Jerusalem)

۵. "دنیای زیرزمینی عکاً(Acre Underworld)

۶. «دستیابی به آنیموس»(Access The Animus)

۷. «تل شنی مرگ»(Dunes Of Death)

۸. «مسیف در خطر»(Masyaf In Danger)

۹. «شروع مدیتیشن»(Meditation Begins)

۱۰. «مدیتیشن حشاشی»(Meditation Of The Assassins)